# Champions Trophy mannen 1984
 De zesde editie van de strijd om de Champions Trophy had plaats van vrijdag 7 december tot en met vrijdag 14 december 1984 in Karachi. Deelnemende landen aan het mondiale hockeytoernooi waren ditmaal: titelverdediger Australië, Groot-Brittannië, Nederland, Nieuw-Zeeland, gastland Pakistan en Spanje.

## Selecties

### Groot-Brittannië
- Kulbir Bhaura
- Robert Cattrall
- Robert Clift
- David Craig
- James Duthie
- David Faulkner
- Norman Hughes
- Sean Kerly

- Richard Leman
- Mark Lewis
- Stephen Martin
- William McConnell
- Veryan Pappin
- Jon Potter
- John Shaw
- Ian Taylor

Bondscoach:

## Uitslagen
- Groot-Brittannië - Spanje 3-1
- Australië - Nederland 2-0
- Pakistan - Nieuw-Zeeland 5-1

- Groot-Brittannië - Australië 3-4
- Nederland - Nieuw-Zeeland 2-1
- Pakistan - Spanje 3-2

- Groot-Brittannië - Nieuw-Zeeland 3-1
- Australië - Spanje 2-1
- Nederland - Pakistan 2-2

- Nederland - Spanje 4-0
- Australië - Nieuw-Zeeland 2-2
- Pakistan - Groot-Brittannië 4-1

- Nieuw-Zeeland - Spanje 3-3
- Pakistan - Australië 0-2
- Nederland - Groot-Brittannië 1-2

## Eindstand
| №      | Land             | WG | W | G | V | DV | DT | +/– | Punten |
| ------ | ---------------- | -- | - | - | - | -- | -- | --- | ------ |
| Goud   | Australië        | 5  | 4 | 1 | 0 | 12 | 6  | +6  | 9      |
| Zilver | Pakistan         | 5  | 3 | 1 | 1 | 14 | 8  | +6  | 7      |
| Brons  | Groot-Brittannië | 5  | 2 | 1 | 2 | 13 | 11 | +2  | 5      |
| 4      | Nederland        | 5  | 2 | 1 | 2 | 9  | 8  | +1  | 5      |
| 5      | Nieuw-Zeeland    | 5  | 0 | 2 | 3 | 8  | 15 | −7  | 2      |
| 6      | Spanje           | 5  | 0 | 1 | 4 | 7  | 15 | −8  | 1      |

## Topscorers
- In onderstaand overzicht zijn alleen de spelers opgenomen met vier of meer treffers achter hun naam.

| № | Naam             | Land                | Goals | SC | SB |
| - | ---------------- | ------------------- | ----- | -- | -- |
| 1 | Jaime Arbos      | Spanje              | 4     |    |    |
|   | Ronald Jan Heijn | Nederland           | 4     |    |    |
|   | Hanif Khan       | Pakistan            | 4     |    |    |
|   | Kaleem Ullah     | Pakistan            | 4     |    |    |
|   | Sean Kerley      | Verenigd Koninkrijk | 4     |    |    |
|   | Terry Walsh      | Australië           | 4     |    |    |

Mannen:
Lahore 1978 ·
Karachi 1980 ·
Karachi 1981 ·
Amstelveen 1982 ·
Karachi 1983 ·
Karachi 1984 ·
Perth 1985 ·
Karachi 1986 ·
Amstelveen 1987 ·
Lahore 1988 ·
Berlijn 1989 ·
Melbourne 1990 ·
Berlijn 1991 ·
Karachi 1992 ·
Kuala Lumpur 1993 ·
Lahore 1994 ·
Berlijn 1995 ·
Chennai 1996 ·
Adelaide 1997 ·
Lahore 1998 ·
Brisbane 1999 ·
Amstelveen 2000 ·
Rotterdam 2001 ·
Keulen 2002 ·
Amstelveen 2003 ·
Lahore 2004 ·
Chennai 2005 ·
Barcelona 2006 ·
Kuala Lumpur 2007 ·
Rotterdam 2008 ·
Melbourne 2009 ·
Mönchengladbach 2010 ·
Auckland 2011 ·
Melbourne 2012 ·
Bhubaneswar 2014 ·
Londen 2016 ·
Breda 2018
Vrouwen:
Amstelveen 1987 ·
Frankfurt 1989 ·
Berlijn 1991 ·
Amstelveen 1993 ·
Mar del Plata 1995 ·
Berlijn 1997 ·
Brisbane 1999 ·
Amstelveen 2000 ·
Amstelveen 2001 ·
Macau 2002 ·
Sydney 2003 ·
Rosario 2004 ·
Canberra 2005 ·
Amstelveen 2006 ·
Quilmes 2007 ·
Mönchengladbach 2008 ·
Melbourne 2009 ·
Nottingham 2010 ·
Amstelveen 2011 ·
Rosario 2012 ·
Mendoza 2014 ·
Londen 2016 ·
Changzhou 2018